# Jentower

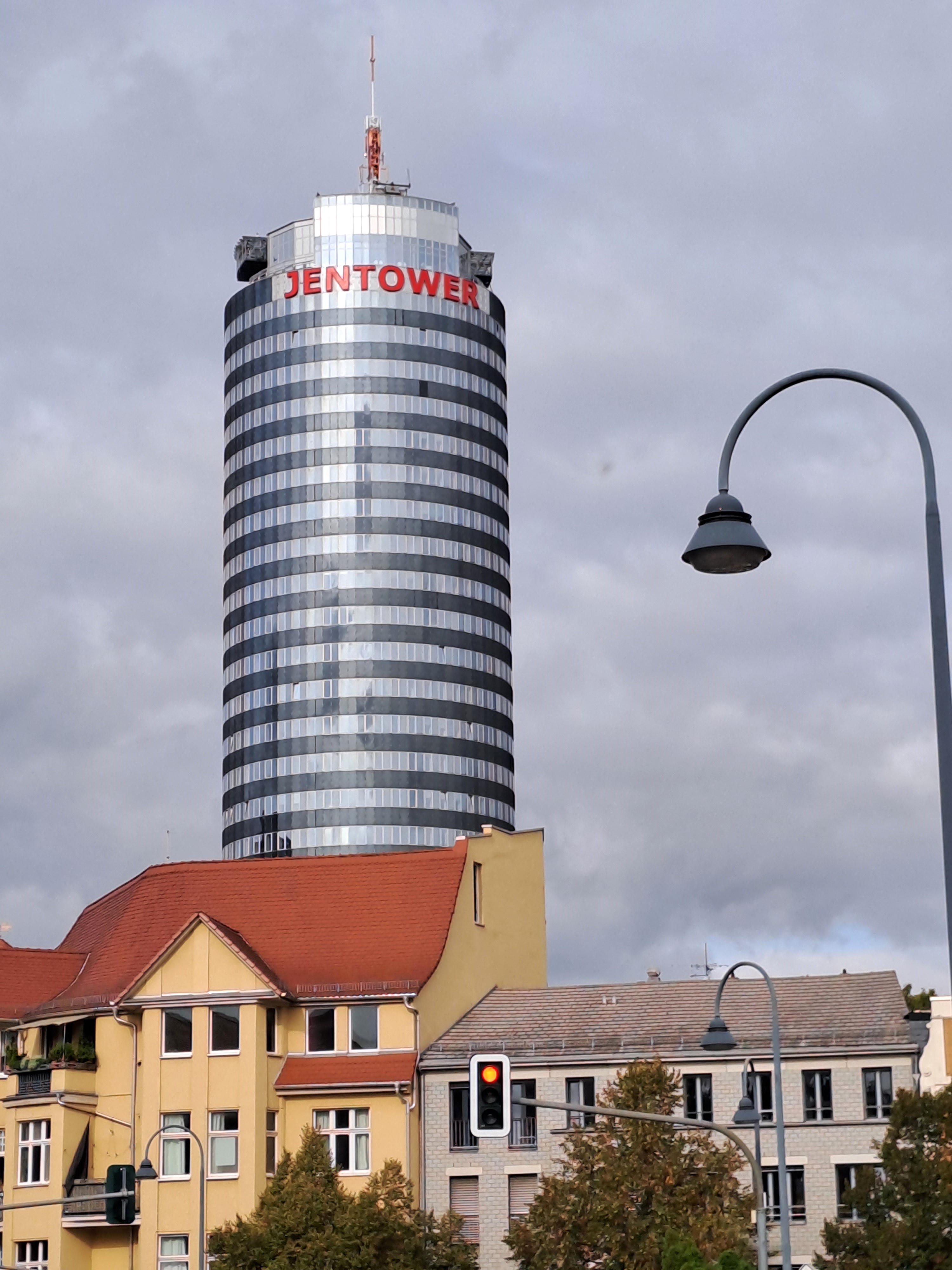
Jentower mit neuem Schriftzug, 2023

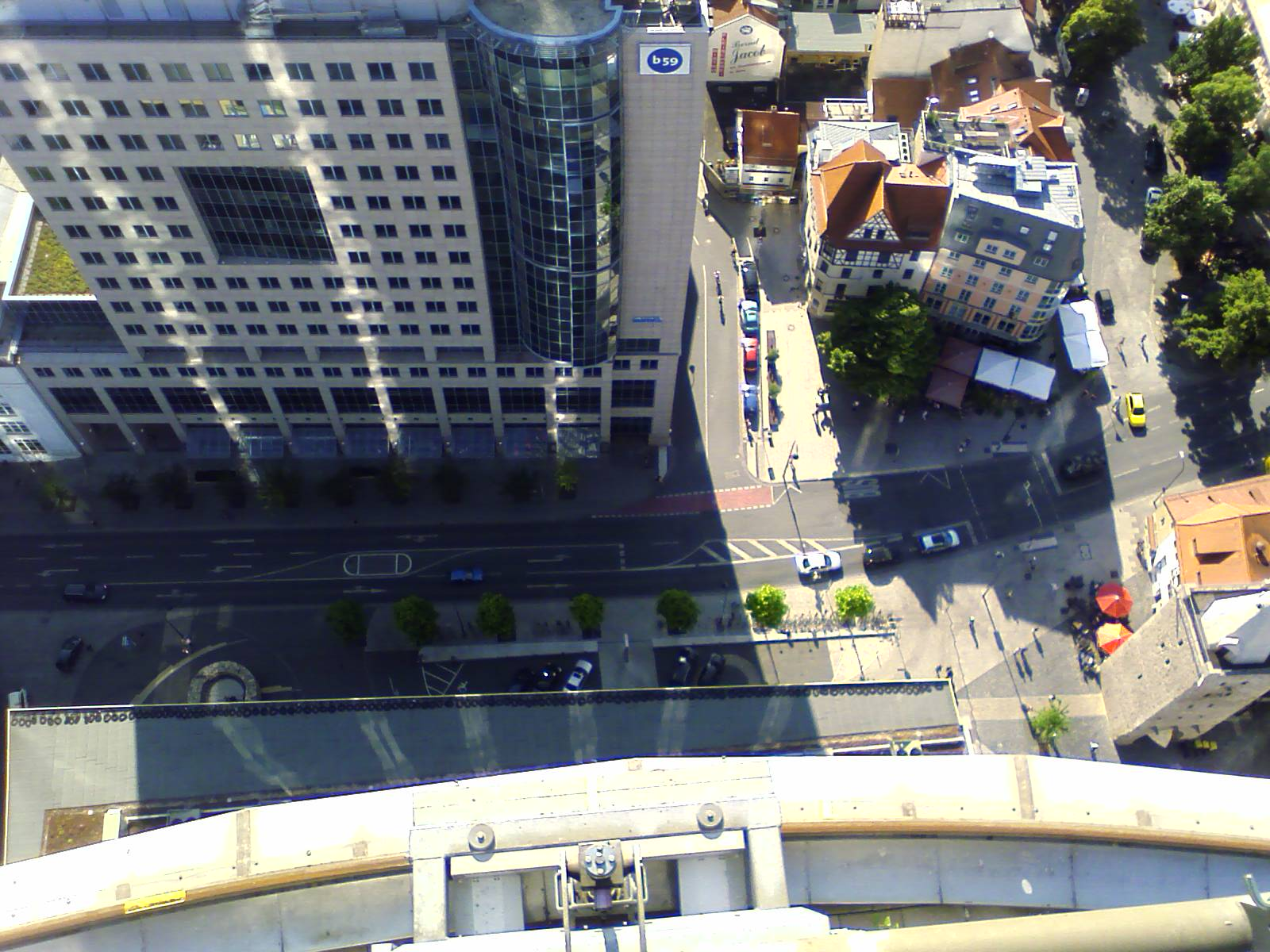
Blick vom Dach des Jentowers auf den B59

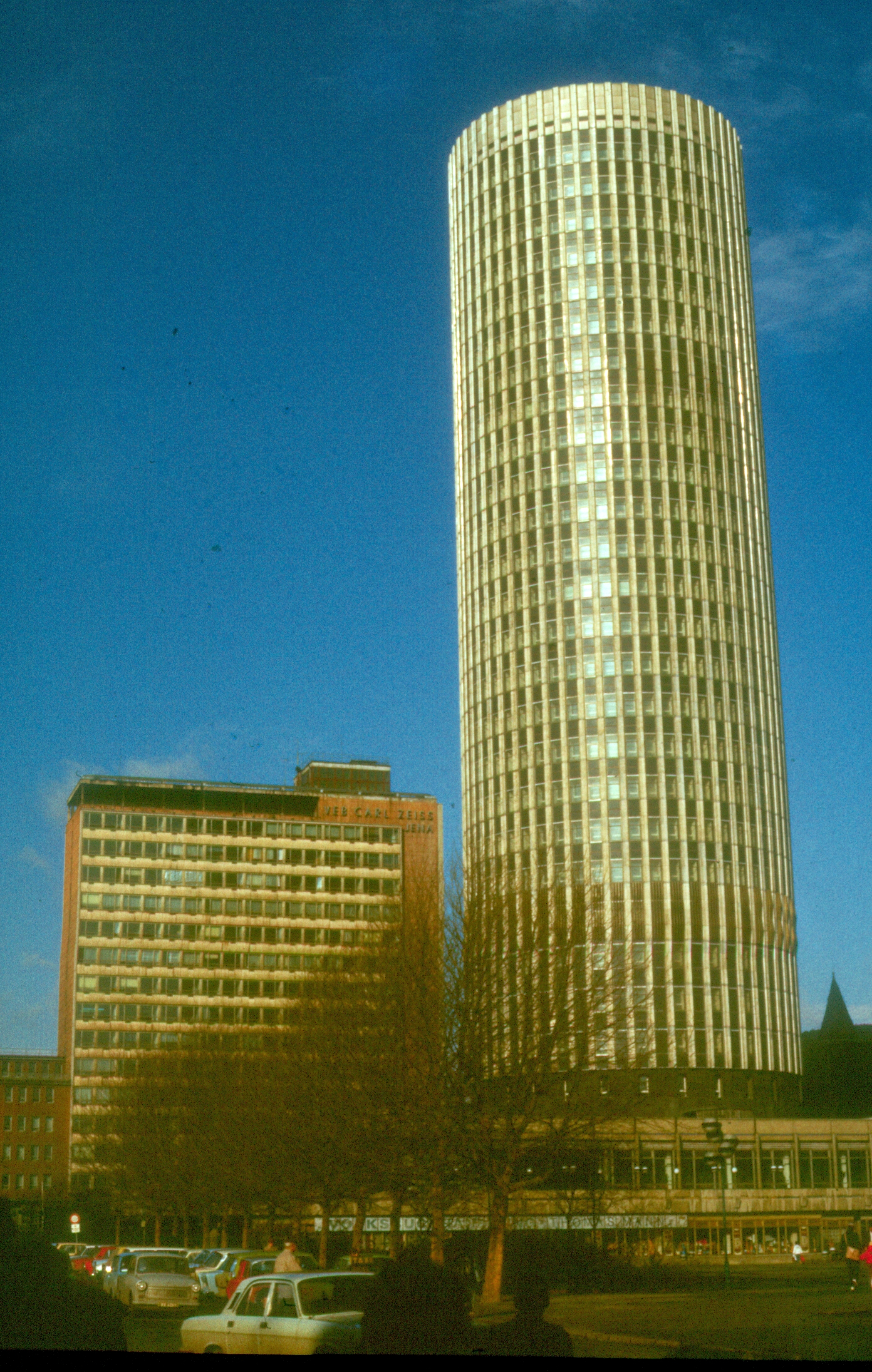
Universitätshochhaus Jena vor der Renovierung, 1990

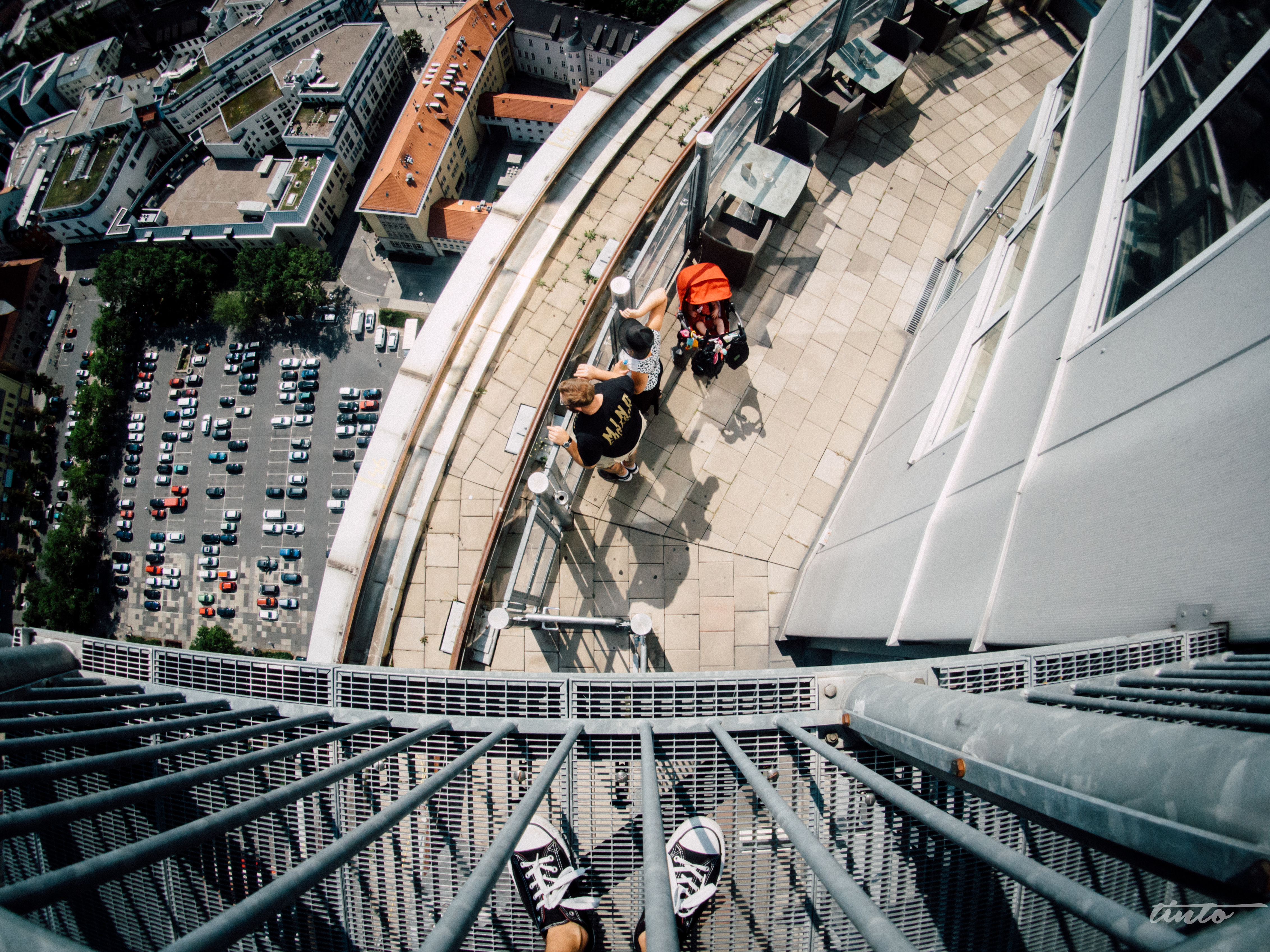
Aussichtsplattform auf dem JenTower

Der Jentower (eigene Schreibweise JenTower) ist ein Hochhaus in Jena. Es ist mit 144,5 m Höhe (mit Antennenspitze 159,60 m) das höchste Bürogebäude im deutschen Bundesland Thüringen nach offizieller Höhe (ohne Technikaufbauten).
Er verfügt über 31 Geschosse, davon zwei Untergeschosse und 29 Obergeschosse. Der Turm ist in Gleitschalbauweise auf einer 3,20 m dicken Stahlbetonbodenplatte errichtet. Der Durchmesser beträgt 33 m. Die Vorhangglasfassade enthält 56 Fenster je Vollgeschoss, insgesamt 1456 Fenster. Die Netto-Grundfläche beträgt rund 23.000 m². Angeschlossen an das Gebäude befinden sich ein Einkaufszentrum mit rund 6000 m² Einzelhandelsfläche sowie eine Tiefgarage mit 200 PKW-Stellplätzen. Der Jentower befindet sich derzeit (Dezember 2020) im Eigentum der Saller Gewerbebau.

## Geschichte
In den 1960er Jahren beschloss der Ministerrat der DDR, den Aufbau und die Neugestaltung wichtiger Städte des Landes zu beschleunigen. Sogenannte „Stadtdominanten“ sollten historischen Stadtzentren ein neues, „sozialistisches“ Aussehen geben und alle anderen Gebäude überragen, insbesondere die Kirchtürme. Für Jena wurde der Architekt Hermann Henselmann mit dem Entwurf eines Rundturms beauftragt, der ein Fernrohr symbolisieren sollte. Das Gebäude sollte als Forschungszentrum des Kombinates Carl Zeiss Jena genutzt werden.
Im Juni 1969 wurde das vom Zweiten Weltkrieg verschonte historische Wohn- und Geschäftsviertel um den Eichplatz abgerissen, um Bauplatz für den geplanten Rundturm zu gewinnen. Die Grundsteinlegung erfolgte am 30. April 1970. Zwischen Juni und September 1970 entstand der Stahlbetonkern in Gleitschalbauweise. Aus Kostengründen wurde das Gebäude nur in einer reduzierten Variante des ursprünglichen Henselmann-Entwurfs umgesetzt, so wurde die Höhe von 35 Stockwerken auf 28 und der Durchmesser von 38 Meter auf 33 Meter reduziert, ein Verbindungstrakt zum Gebäude Bau 59 sowie spezielle Rundfenster entfielen.
Am 2. Oktober 1972 wurde das Hochhaus feierlich eingeweiht. Da für eine Nutzung durch das Carl-Zeiss-Kombinat kein Bedarf mehr bestand, wurde das Gebäude der Friedrich-Schiller-Universität Jena zur Nutzung übergeben.
Nach 1995 verließ die Universität den Turm. Das nun leerstehende Gebäude wurde vom Eigentümer, dem Land Thüringen, zum Verkauf ausgeschrieben. Für den symbolischen Kaufpreis von einer Deutschen Mark erhielt die Saller Gewerbebau GmbH den Zuschlag.
1999 begannen grundlegende Umbauarbeiten. Die alte Fassade wurde abgebrochen und durch eine neue Vorhangglasfassade ersetzt. Die Sockelumbauung wurde abgerissen und durch einen Neubau ersetzt. Am Leutragraben entstanden eine Tiefgarage und ein Riegelbau mit 5 Geschossen. Der Turm erhielt zwei zusätzliche Stockwerke sowie einen Antennenaufbau und erreichte damit 2001 eine Höhe von 149 Metern. Seit der Erhöhung der Turmantenne im Jahre 2004 ist der Jentower aktuell insgesamt 159,60 Meter hoch und somit das derzeit höchste Gebäude der östlichen Bundesländer, gemessen an der lichten Höhe.
Ab dem 12. Oktober 2020 wurde der Schriftzug demontiert, der seit der Sanierung 2000 an der Fassade angebracht und weiträumig zu sehen war. Die Intershop Communications AG, bisher Hauptmieter des Turmes, verlegte im Dezember 2020 ihren Sitz in ein neu errichtetes Gebäude im Steinweg.
Ein neuer Schriftzug mit dem offiziellen Titel des Turms („JENTOWER“) wurde im Juni 2023 angebracht, welcher in Farbgebung und Schriftbild dem früheren ähnelt.

## Nutzung
Der Turm wird überwiegend als Bürogebäude genutzt. Hauptmieter war mit rund der Hälfte der Flächen bis Dezember 2020 die Firma Intershop Communications AG, die bis dahin ihren Firmenhauptsitz dort hatte. Im Umfeld des Unternehmens haben sich weitere Unternehmen aus dem IT-Bereich angesiedelt, die teilweise aus Intershop hervorgegangen sind.
Weitere Mieter neben der Friedrich-Schiller-Universität sind die Deutsche Effecten- und Wechsel-Beteiligungsgesellschaft oder der IKS Garamond Verlag. Das 27. Geschoss wurde bis Ende 2012 in ein Hotel umgebaut. Es verfügt über sieben Einzelzimmer,  neun Doppelzimmer sowie eine Suite und ist mit 120 m Höhe das zweithöchstgelegene Hotel Deutschlands innerhalb eines Gebäudes. Im 28. und 29. Obergeschoss befinden sich ein täglich geöffnetes Restaurant und eine öffentliche Aussichtsplattform, im 29. Geschoss außerdem Sendeanlagen mehrerer Mobilfunkbetreiber, die die Antennenanlage des Gebäudes nutzen.
In der sich anschließenden Sockelumbauung mit dem Namen „Neue Mitte“ befinden sich vorwiegend Einzelhandelsgeschäfte.

## Name
Das Gebäude wird mit einer Vielzahl von Namen bezeichnet. Aktuell offizieller Name ist „Jentower“, bis Dezember 2020 „Intershop Tower“.  Umgangssprachlich werden die Anglizismen jedoch wenig verwendet; das Gebäude wird häufig als „Uniturm“, „Intershop-Turm“, „Keksrolle“, „Uni-Hochhaus“ oder einfach nur als „der Turm“ bezeichnet.

## Umgebung
Direkt gegenüber dem Jentower in westlicher Richtung befindet sich das ehemalige Werksgelände des VEB „Carl Zeiss Jena“ mit dem Bau 59, anschließend das erste deutsche Hochhaus, der 43 m hohe Bau 15, der 1915 nach Plänen des Architekten Friedrich Pützer (1871–1922) errichtet wurde. Weiter westlich befindet sich der Bau 36 (heute Sitz der Jenoptik AG).
Im Norden befinden sich Teile der mehr als 700 Jahre alten Stadtmauer, mit dem Johannistor, dem einzigen noch vollständig erhaltenen Stadttor von Jena, und dem Pulverturm.

## Doppelturm
Um den Turm rankt sich hartnäckig das Gerücht von einem ursprünglich geplanten, jedoch nie ausgeführten Zwillingsturm, der baugleich ausgeführt und mit dem realisierten Bau durch eine Brücke verbunden werden und so ein Fernglas als Symbol für den in der Stadt Jena stark vertretenen optischen Gerätebau darstellen sollte. Nachforschungen durch Historiker der Friedrich-Schiller-Universität Jena zu Beginn der 1990er Jahre bestätigten dieses Gerücht zwar nicht, jedoch sahen frühe Entwürfe zwei weitere, etwas kleinere Türme auf dem Gelände des Collegium Jenense vor, die durch einen Querriegel verbunden sein sollten.
Diese fielen aber ebenso dem Rotstift zum Opfer wie die von Henselmann ursprünglich geplanten runden Fenster des Hauptturms, die an optische Linsen hätten erinnern sollen und dessen „Krone“ (ein metallischer Ring an der Spitze des Turms).

## Fassadenschäden
Ende 2004 lösten sich Teile einer Scheibe der Glasverkleidung des Turms und zerschmetterten die Heckscheibe eines Autos auf dem direkt angrenzenden Parkplatz. Zunächst wurden im Rahmen der Ursachenforschung einzelne Elemente der Verkleidung demontiert und auf Fehler untersucht. Nach dem Ergebnis eines Gutachtens sorgten Nickelsulfid-Einschlüsse für den Bruch des Einscheiben-Sicherheitsglases. Dies führte dazu, dass alle Reihen des Turmes, die nur Verkleidungselemente und keine Fenster enthalten, komplett mit einem Netz umgeben wurden, um ein Herabfallen weiterer Scheiben zu verhindern.